# گو-اهد
گو-اهد (انگلیسی: Go-Ahead Group) شرکت ترابری بریتانیایی است، که در سال ۱۹۸۷ تأسیس شد.